# Łękowo
Łękowo – wieś w Polsce położona w województwie podlaskim, w powiecie grajewskim, w gminie Grajewo.
Prywatna wieś szlachecka położona była w drugiej połowie XVI wieku w powiecie wąsoskim ziemi wiskiej województwa mazowieckiego. W latach 1975–1998 miejscowość administracyjnie należała do województwa łomżyńskiego.
Wierni kościoła rzymskokatolickiego należą do parafii Matki Bożej Nieustającej Pomocy w Grajewie.